# Гостинний двір Прайзлерів
Гостинний двір чехів Прайзлерів, або Гостинний двір — пам’ятка архітектури поч. XX ст. у Луцьку. Комплекс будівель знаходиться в Старому місті на вулиці Кафедральній 4, по дорозі від замку Любарата до Лютеранської кірхи.

## Історія
Пам’ятка відома як важлива історична будівля – Гостинний двір чехів Прайзлерів. Побудовано її на початку XX ст. на місці, де до пожежі 1617 р. стояв православний храм на честь покровителя міста св. Миколая, а згодом до пожежі 1781 р., – монастир боніфратрів.
Після Першої світової війни будівля знана як трактир – двір волинських чехів-підприємців Прайзлерів. Тут розміщувався готель з рестораном, казино, кімнати відпочинку, функціонував сільськогосподарський магазин та чеський клуб. В ресторані були популярними музиканти-караїми.
Після 2-ї Світової війни в будинку розмістили аптечне управління, філіал медичного коледжу, бюро судово-медичної експертизи.
Будівля на вул. Кафедральній, 4 розташована в межах історичного ареалу № 1 м. Луцьк «Старе місто». Будівля двоповерхова з дворівневим підвалом та наскрізним проїздом, побудована в кінці ХІХ ст. і є пам’яткою архітектури місцевого значення, охоронний номер 33-мз.
Будівля фігурує в екскурсійних маршрутах, оглядах, статтях та інших матеріалах про історію Луцька.

### Актуальний стан
Сьогодні приміщення Гостинного двору непридатні для нормальної експлуатації. Навіть візуально видно велику тріщину та зсув фундаменту на розі. Обвалюються перекриття цокольного поверху.
Згідно висновку КП «ВОЛИНЬПРОЕКТ» від вересня 2021 року, комплекс лише укріплювальних робіт  вартуватиме близько 8 мільйонів гривень.
У 2018 року дану будівлю було передано на баланс Луцькій міській раді. З 2020-го року ведуться роботи щодо пошуку інвестора для відновлення будівлі. Триває підготовка проєкту державно-приватного партнерства щодо реставрації з пристосуванням та управління нежитловим приміщенням Гостинного двору Прайзлерів. Передбачається, що потенційний інвестор власним коштом реконструює будівлю, поверне їй першопочаткові функції готельно-ресторанного комплексу, проведе облаштування прилеглої території. При цьому, будівля залишається у комунальній власності громади. Партнера буде обрано на відкритому конкурсі, який проведуть в рамках Закону України "Про державно-приватне партнерство".

### Конфлікт з активістами
Влітку 2022 року в дворі Будинку Прайзлерів громадська організація молодих урбаністів «Семиярусна гора» за підтримки благодійників облаштувала Гостинний дворик, для того, аби люди мали можливість там відпочивати та проводити різні публічні заходи. «Семиярусна гора» активно виступала за збереження будівлі та пропонувала провести відкритий архітектурний конкурс. Для цього активісти навіть намагались організувати громадські обговорення, з чим звернулися до міської ради, втім отримали відмову.
Натомість міська рада ініціювала свої громадські слухання, на яких помітили чимало працівників бюджетних установ громади та різних структурних підрозділів міської ради. Збори попри протести активістів ухвалили рішення про реалізацію державно-приватного партнерства.
А вже 26 квітня Луцькрада зобов’язала виконком утворити конкурсну комісію з визначення приватного партнера, який реконструюватиме Будинок Прайзлерів.
Станом на 12 жовтня 2023 року відомо, що на конкурс подався лише один учасник – консорціум у складі ТОВ «Любарт ЛТД» та ТОВ «Рібас Хотелс Груп». За попередньою інформацією, крім ресторану й готелю, тут мають з'явитися й кафе з літнім майданчиком у дворику приміщення та сувенірна крамниця.
31 жовтня 2023 року народний депутат України Валерій Стернійчук висловив своє обурення рішенням депутатів Луцькради передати будівлю Гостинного двору Прайзлерів під проєкт державно-приватного підприємства.
18 листопада 2023 року у Луцьку під час мирної акції, яку організувала ініціативна група «Дрони замість бруківки», лучани серед іншого висловили обурення через ситуацію довкола реставрації Гостинного двору Прайзлерів.